# Gal Gadot
Gal Gadot (hebr.: גל גדות, ur. 30 kwietnia 1985 w Rosz ha-Ajin) – izraelska aktorka, modelka i producentka filmowa. 
Po wygraniu konkursu na Miss Izraela w 2004 i udziale w Miss Universe, zaczęła grać w filmach, występując m.in. w serii Szybcy i wściekli. Międzynarodową popularność zyskała wcielając się w rolę Wonder Woman w filmach DC Extended Universe, poczynając od Batman v Superman: Świt sprawiedliwości i Wonder Woman.
W 2018 znalazła się na liście 100 najbardziej wpływowych ludzi na świecie stworzonej przez tygodnik Time. W 2018 i 2020 Forbes umieścił ją na liście najlepiej zarabiających aktorek. W 2018 zdobyła nagrodę Saturna. 

## Młodość
Urodziła się 30 kwietnia 1985 w Rosz ha-Ajin jako córka inżyniera Michaela Gadota i nauczycielki Irit z domu Weiss. Oryginalne nazwisko przodków ojca aktorki brzmiało Grinstein i przybyli do Jerozolimy sześć pokoleń wcześniej. Jej przodkowie pochodzili m.in. z terenów dzisiejszych państw Ukrainy, Białorusi, Litwy i Rosji, a rodzina jej babci od strony matki, Ruchli Idesy zd. Kaufman wywodziła się z terenów dzisiejszej Polski. Dziadek Gal Gadot żył na terenie okupowanej Czechosłowacji podczas Holokaustu, a jego rodzina została zamordowana w obozie koncentracyjnym Auschwitz; po wojnie osiedlił się w Izraelu.
Od najmłodszych lat Gal Gadot trenowała różne sporty oraz uczęszczała na lekcje tańca, pracowała także w restauracji Burger King. Planowała zostać choreografem, jednak tuż po rozpoczęciu nauki w liceum zrezygnowała z zajęć. Z powodu wysokiego wzrostu (178 cm) otrzymywała propozycje pracy jako modelka, choć początkowo moda ją nie interesowała.
Odbyła obowiązkową, dwuletnią służbę w Izraelskich Siłach Obronnych, podczas której była instruktorem sztuk walki. Przed ukończeniem służby rozpoczęła studia prawnicze na prywatnym collegu IDC Herzliya, które porzuciła po roku.

## Kariera

### Kariera modelki
W wieku 18 lat postanowiła wziąć udział w konkursie piękności i w 2004 roku zdobyła tytuł Miss Izraela. Po tym sukcesie reprezentowała swój kraj w konkursie piękności Miss Universe, podczas którego została dostrzeżona przez świat mody. W wywiadzie w sierpniu 2017 przyznała, że celowo przegrała wybory, ubierając złe kostiumy i udając, że nie mówi po angielsku.
W 2007, podczas służby w izraelskim wojsku, Gadot wystąpiła w sesji dla miesięcznika Maxim, a później pojawiła się na okładce New York Post.
W 2017 magazyn FHM umieścił ją na pierwszym miejscu na liście 100 najseksowniejszych kobiet na świecie.

### Kariera aktorska

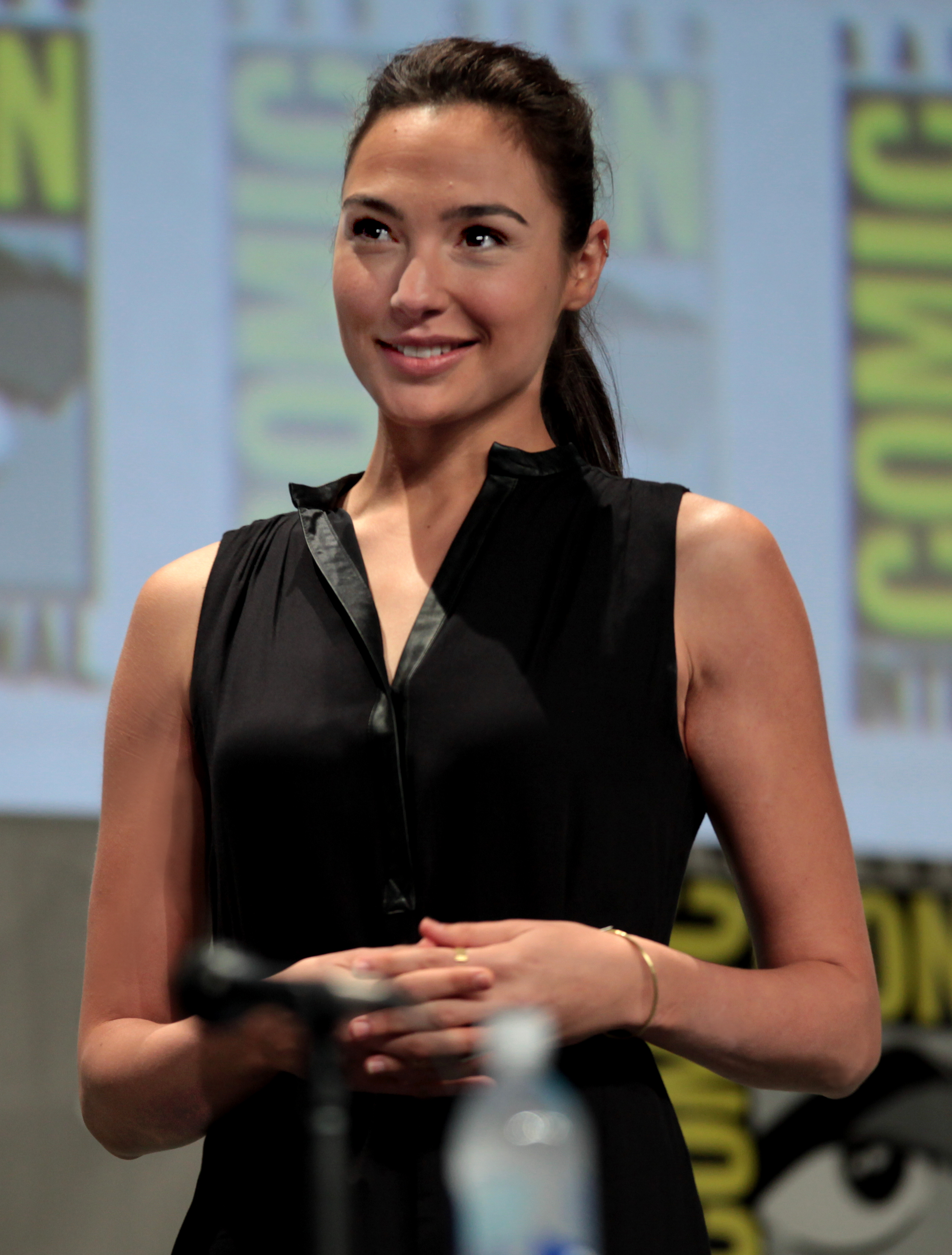
Gal Gadot (2014)

W trakcie studiów została zaproszona na casting do roli Camille Montes w filmie 007 Quantum of Solace. Ostatecznie rola przypadła Oldze Kurylenko, a Gadot wystąpiła w izraelskim serialu Bubot. Trzy miesiące później zaproponowano jej rolę Gisele Harabo w serii Szybcy i wściekli. W 2010 roku pojawiła się w filmach Nocna randka oraz Wybuchowa para, były to jednak niewielkie role.

W 2011 roku odbyła się premiera 5 części serii Szybcy i wściekli. Film na całym świecie przyniósł zysk ponad 620 mln USD, przy budżecie 125 mln USD. W kolejnych dwóch latach zagrała w trzech serialach, aby w 2013 roku ponownie wcielić się w postać Gisele Harabo w 6 części serii Szybcy i wściekli. Dwa lata później Gadot pojawiła się w 7 części serii Fast & Furious.

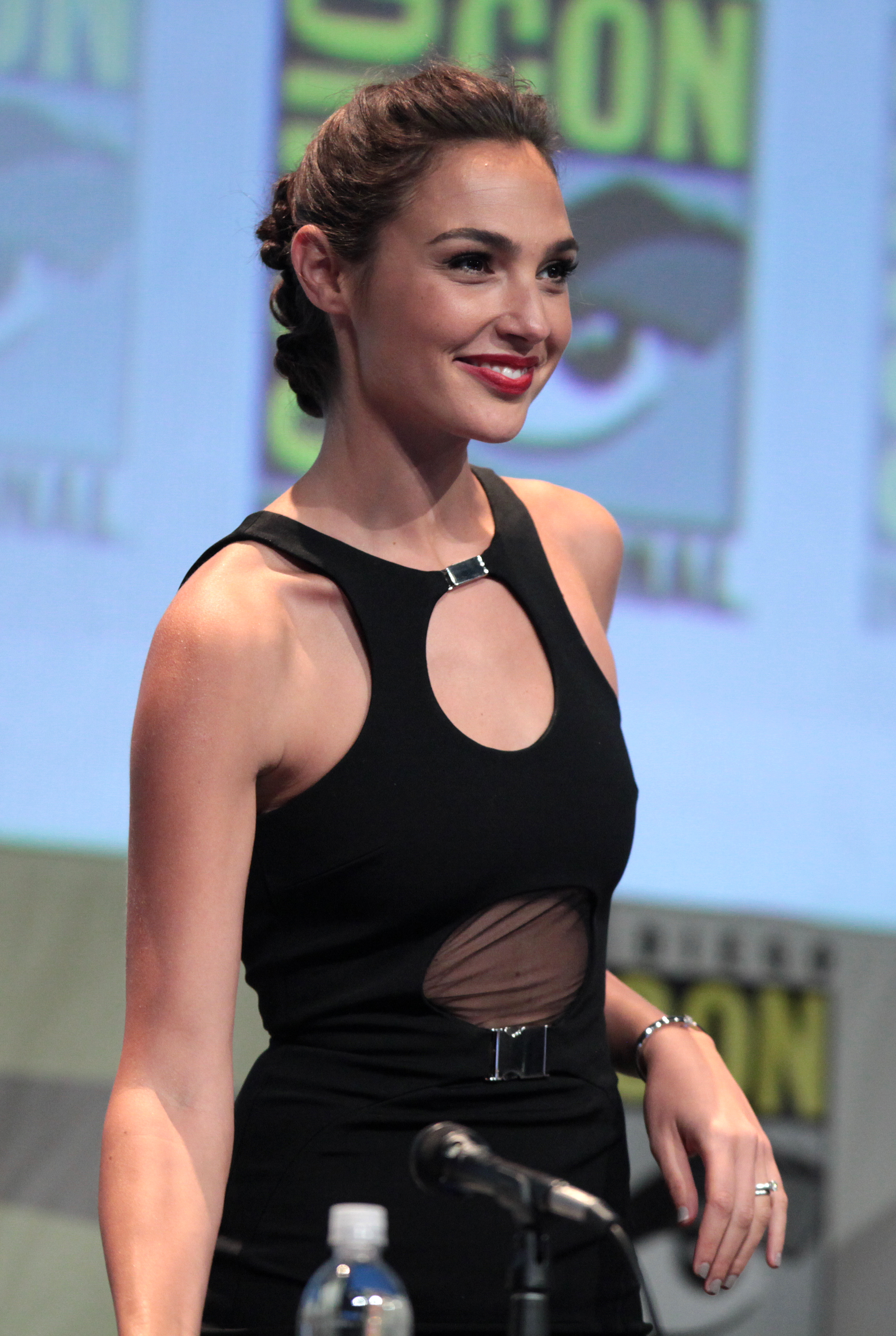
Gal Gadot podczas San Diego Comic-Con (2015)

W grudniu 2013 roku poinformowano iż Gadot wcieli się w postać Wonder Woman w filmie Batman v Superman: Świt sprawiedliwości. O rolę ubiegała się również Olga Kurylenko, jednak tym razem Gal Gadot pokonała ukraińską aktorkę. Film zarobił na całym świecie ponad 870 mln USD. Film spotkał się z chłodną reakcją krytyków, którzy jednak docenili występ Gadot.

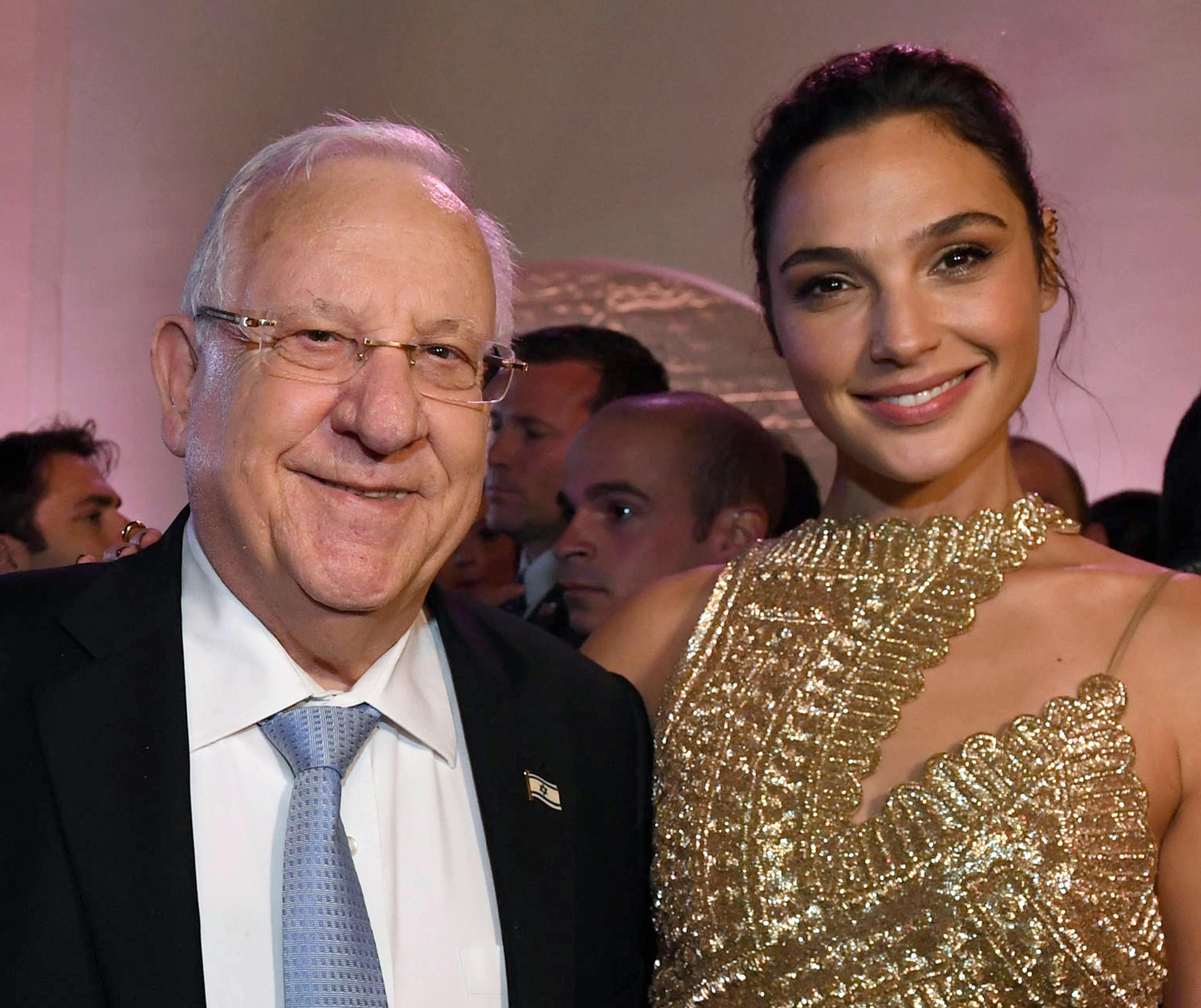
Prezydent Izraela Re’uwen Riwlin i Gal Gadot (2017)

W maju 2017 roku odbyła się premiera filmu Wonder Woman. Film otrzymał pozytywne reakcje dziennikarzy, którzy uznali go za najlepszą ekranizację komiksów DC od czasu Mrocznego Rycerza. Film Wonder Woman zarobił 821 mln USD przy budżecie 149 mln USD, stając się pod względem kasowym trzecim filmem w dorobku DC Comics.
Po premierze pojawiły się kontrowersje związane z zarobkami aktorki. Gadot za wystąpienie w filmach Batman v Superman: Świt sprawiedliwości, Wonder Woman oraz Liga Sprawiedliwości miała zarobić za każdy 300 tys. USD, gdzie wcielający się w postać Supermana Henry Cavill zainkasował za jeden film 14 mln USD. Aktorka odnosząc się do kontrowersji zapewniła, że jest szczęśliwa i wdzięczna za swoje zarobki.
W 2018 aktorka wystąpiła gościnnie w teledysku zespołu Maroon 5 do utworu Girls Like You. W kwietniu tego roku tygodnik Time uwzględnił ją na liście 100 najbardziej wpływowych ludzi na świecie. Zajęła także 10. miejsce z zarobkami wynoszącymi 10 milionów dolarów na liście Forbesa, który opublikował klasyfikację najlepiej zarabiających aktorek.
W październiku 2019 poinformowano, że Gadot wcieli się w Irenę Sendlerową w filmie Irena Sendler, którego ma być także producentką.
W 2020 ponownie zagrała tytułową postać w kontynuacji filmu Wonder Woman – Wonder Woman 1984, którego była również producentem. W październiku 2020 zajęła 3. miejsce na liście najlepiej zarabiających aktorek z rocznymi zarobkami wynoszącymi 31,5 mln dolarów.
W 2021 zagrała w produkcji Netflixa w filmie Czerwona nota. W lutym 2022 miała miejsce premiera filmu z jej udziałem pt. Śmierć na Nilu.
W 2023 zagrała w filmie Szybcy i wściekli 10, występując w roli cameo. W czerwcu 2023 poinformowano, że Gal Gadot, jako pierwsza osoba z Izraela, zostanie uhonorowana gwiazdą Hollywoodzkiej Alei Sławy w Los Angeles. W tym samym roku wcieliła się w rolę podwójnej agentki Rachel Stone w filmie Misja Stone, który został wyprodukowany przez Netfliksa. 
W listopadzie 2021 ogłoszono, że Gal Gadot wcieli się w rolę Złej Królowej w musicalowym remaku filmu Królewny Śnieżki i siedmiu krasnoludków (1937).
18 marca 2025 Gal Gadot została uhonorowana gwiazdą na Hollywood Walk of Fame.

## Życie prywatne
W 2008 wyszła za mąż za dewelopera Jarona Warsano. Mają cztery córki: Almę (ur. 2011), Maję (ur. 2017), Danielle (ur. 2021) oraz Ori (ur.2024)53. Poza ojczystym językiem hebrajskim, biegle mówi po angielsku, potrafi także porozumiewać się w języku hiszpańskim. Posiada czarny pas w karate i krav madze.
Podczas konfliktu izraelsko-palestyńskiego w 2014 wyraziła poparcie dla Sił Obronnych Izraela. Po rozpoczęciu wojny Izraela z Hamasem potępiła działania Hamasu i wsparła siły izraelskie, co spotkało się z krytyką ze strony zwolenników Palestyny. W listopadzie 2023 poinformowano, że Gadot ma zorganizować i przedstawić gwiazdom Hollywood film dokumentalny o zbrodniach wojennych Hamasu, utworzony z materiałów wojska Izraela.
Z powodu służby w izraelskim wojsku, filmy z jej udziałem Wonder Women i Śmierć na Nilu są zakazane w Libanie, Kuwejcie i innych krajach Azji Zachodniej.

## Filmografia

### Filmy
| Rok  | Film                                    | Rola                        |
| ---- | --------------------------------------- | --------------------------- |
| 2009 | Szybko i wściekle                       | Gisele Harabo               |
| 2010 | Nocna randka                            | Natanya                     |
| 2010 | Wybuchowa para                          | Naomi                       |
| 2011 | Szybcy i wściekli 5                     | Gisele Harabo               |
| 2013 | Szybcy i wściekli 6                     | Gisele Harabo               |
| 2014 | Kicking Out Shoshana                    | Mirit Ben Hatush            |
| 2015 | Szybcy i wściekli 7                     | Gisele Harabo               |
| 2016 | Psy mafii                               | Elena Vlaslov               |
| 2016 | Batman v Superman: Świt sprawiedliwości | Diana Prince / Wonder Woman |
| 2016 | Umysł przestępcy                        | Jill Pope                   |
| 2016 | Szpiedzy z sąsiedztwa                   | Natalie Jones               |
| 2017 | Wonder Woman                            | Diana Prince / Wonder Woman |
| 2017 | Liga Sprawiedliwości                    | Diana Prince / Wonder Woman |
| 2018 | Ralph Demolka w internecie              | Shank (głos)                |
| 2019 | Between Two Ferns: Film                 | Ona sama                    |
| 2020 | Wonder Woman 1984                       | Diana Prince / Wonder Woman |
| 2021 | Zack Snyder’s Justice League            | Diana Prince / Wonder Woman |
| 2021 | Czerwona nota                           | Sarah Black                 |
| 2022 | Śmierć na Nilu                          | Linnet Ridgeway Doyle       |
| 2023 | Shazam! Gniew bogów                     | Diana Prince / Wonder Woman |
| 2023 | Szybcy i wściekli 10                    | Gisele Harabo               |
| 2023 | Flash                                   | Diana Prince / Wonder Woman |
| 2023 | Misja Stone                             | Rachel Stone                |

### Telewizja
| Rok  | Tytuł                   | Rola                   | Uwagi                    |
| ---- | ----------------------- | ---------------------- | ------------------------ |
| 2007 | Bubot                   | Miriam „Merry” Elkayam |                          |
| 2009 | The Beautiful Life: TBL | Olivia                 | 3 odcinki                |
| 2009 | Ekipa                   | Lisa                   | Odcinek: Amongst Friends |
| 2011 | Asfur                   | Kika                   | 17 odc.                  |
| 2012 | Eretz Nehederet         | Ona sama               |                          |
| 2012 | Kathmandu               | Yamit Bareli           |                          |
| 2018 | Simpsonowie             | Ona sama (głos)        | Odcinek: Bart’s Not Dead |

*Informacje pobrane z portalu IMDb

### Reklamy
| Lata      | Producent  | Produkt                           | Źródła |
| --------- | ---------- | --------------------------------- | ------ |
| 2009–2014 | Castro     | Odzież                            | [ 66 ] |
| 2013      | Vine Vera  | Kosmetyki                         | [ 67 ] |
| 2014–2015 | Careline   | Kosmetyki                         | [ 68 ] |
| 2015      | Huawei     | Huawei P9                         | [ 69 ] |
| 2015      | Gucci      | Bamboo                            | [ 70 ] |
| 2017      | Erroca     | Okulary przeciwsłoneczne          | [ 71 ] |
| 2017      | Wix        | Elektronika                       | [ 72 ] |
| 2017      | GTArcade   | League of Angels: Paradise Island | [ 73 ] |
| 2018      | Revlon     | Kosmetyki                         | [ 69 ] |
| 2018      | Huawei     | Huawei P20                        | [ 74 ] |
| 2018      | Reebok     | Ubranie sportowe                  | [ 75 ] |
| 2018      | ASUS       | Elektronika                       | [ 76 ] |
| 2019      | Huawei     | Huawei P30 Pro                    | [ 77 ] |
| 2019–     | Hot        | Telekomunikacja                   | [ 78 ] |
| 2020      | Smartwater | Napoje                            | [ 79 ] |